# بدر الشعيبي
بدر الشعيبي (21 أبريل 1994 -)، ممثل ومغني ومخرج سعودي. أب لأربعة بنات و هم حور (15 يناير 2016 -) فردوس (9 ديسمبر 2018 -) داليا (21 أبريل 2021 -) حياة (29 أغسطس 2023 -)

## حياته
ولد بدر لأب سعودي وأم كويتية، وهو شقيق الممثل محمد الشعيبي.[بحاجة لمصدر] بدأ مسيرته الفنية بعمر صغير، درس في المعهد العالي للفنون في دولة الكويت.[بحاجة لمصدر]
في عام 2002 شارك في مسرحيتي «النهر المسحور» ومسرحية «حلم العملاق»، وفي نفس السنة كانت أولى أعماله التلفزيونية في مسلسل بعنوان (ثمن عمري) بالإشتراك مع حياة الفهد ومريم الصالح وعدد من الفنانين بالإضافة لشقيقه محمد الشعيبي.[بحاجة لمصدر] وفي أواخر شهر سبتمبر من عام 2019 أطلق أغنية وطنية منفردة بعنوان «نبض سعودي» وحققت عدد هائل من المشاهدات على قناته الخاصة على موقع يوتيوب.[بحاجة لمصدر]

## حياته الخاصة
في سنة 2013 أعلن زواجه من ابنة خاله، وفي أوائل عام 2016 رزق بابنة سُمّيت 'حور'، وبعد ذلك بأشهر أعلن انفصاله عن زوجته للمرة الثانية. ارتبط بعد ذلك في سنة 2017 بالمحامية شوق البلوشي ورزق بابنته الثانية «فردوس» في ديسمبر 2018.[بحاجة لمصدر]

## الأعمال

### المسلسلات
- عائلتي
- نور عيني
- الحب الكبير
- ثمن عمري
- الحريم
- مسك وعنبر
- ماي عيني
- سوق الحريم
- المحتالة

### البرامج
- قرقيعان - برنامج كوميدي
- دبل شعيبي - تقديم بدر وشقيقه محمد الشعيبي
- صوت السهارى2 - مقدم البرنامج
- شبابيك - برنامج كوميدي

### المسرحيات
- فرح وخادم الأمير
- الحاسة السادسة
- أشباح أم علي
- مدينه الثلجية
- كتاب العجائب
- مصاص الدماء
- شارع الحـب
- مدينة التفاح
- مدينة البطاريق
- القراصنة
- خاتم الملوك
- مدينة البطاريق2
- مسرحية تانيا
- مصنع الكارتون
- الفيران
- شوبيز
- زمن دراكولا: المستذئبون
- واكاندا
- يواش يواش

## وصلات خارجية
- بدر الشعيبي على موقع قاعدة بيانات الأفلام العربية

- صفحة الممثل على موقع السينما